# Pavones
Pavones – stacja metra w Madrycie, na linii 9. Znajduje się w dzielnicy Moratalaz, w Madrycie i zlokalizowana jest pomiędzy stacjami Artilleros i Valdebernardo. Została otwarta 31 stycznia 1980. Nazwa pochodzi od ulicy Calle de Hacienda de Pavones.